# 菲爾莫爾 (伊利諾伊州道格拉斯縣)
菲爾莫爾（英語：Fillmore）是位於美國伊利諾伊州道格拉斯縣的一個鬼鎮。由於此地已於19世紀被荒廢，本地已無人居住。

## 地理
菲爾莫爾的座標為39°42′48″N 88°22′52″W / 39.71333°N 88.38111°W，而該地的平均海拔高度為198米（即650英尺）。